# Дискография Sigur Rós
Дискография исландской пост-рок-группы Sigur Rós насчитывает 7 студийных альбомов, 1 концертный альбом, 3 мини-альбома, 2 альбома саундтреков,1 видеоальбом и 12 синглов.

## Студийные альбомы
| Год                                        | Описание | Максимальная позиция | Максимальная позиция | Максимальная позиция | Максимальная позиция | Максимальная позиция | Максимальная позиция | Максимальная позиция | Максимальная позиция | Максимальная позиция | Максимальная позиция | Максимальная позиция | Максимальная позиция | Сертификации                 |
| Год                                        | Описание | ИСЛ                  | АВС                  | FL                   | WA                   | ДАН                  | ФИН                  | ФРА                  | ГЕР                  | ИТА                  | НОР                  | ВЕЛ                  | США                  | Сертификации                 |
| ------------------------------------------ | --- | -------------------- | -------------------- | -------------------- | -------------------- | -------------------- | -------------------- | -------------------- | -------------------- | -------------------- | -------------------- | -------------------- | -------------------- | ---------------------------- |
| 1997                                       | Von - Релиз: июнь 1997 - Лейбл: Smekkleysa Records - Формат: CD, LP, ЦД                                              | —                    | —                    | —                    | —                    | —                    | —                    | —                    | 33                   | —                    | —                    | —                    | —                    | ИСЛ: Платиновый              |
| 1999                                       | Ágætis byrjun - Релиз: июнь 1999 - Лейбл: Smekkleysa Records - Формат: CD, LP, CS, ЦД                                | 1                    | —                    | —                    | —                    | —                    | —                    | 65                   | —                    | —                    | 17                   | 52                   | —                    | ИСЛ: Платиновый ВЕЛ: Золотой |
| 2002                                       | ( ) - Релиз: 29 октября 2002 - Лейбл: Fat Cat Records - Форматы: CD, LP, ЦД                                          | 1                    | 49                   | 33                   | 50                   | 24                   | 24                   | 19                   | —                    | —                    | 6                    | 49                   | 51                   | ИСЛ: Золотой ВЕЛ: Золотой    |
| 2005                                       | Takk… - Релиз: 13 сентября 2005 - Лейбл: Smekkleysa Records, EMI - Форматы: CD, LP, CS, ЦД                           | 1                    | 19                   | 8                    | 17                   | 16                   | 8                    | 30                   | 27                   | 4                    | 4                    | 16                   | 27                   | ИСЛ: Золотой ВЕЛ: Золотой    |
| 2008                                       | Með suð í eyrum við spilum endalaust - Релиз: 24 июня 2008 - Лейбл: EMI, XL Recordings - Форматы: CD, CD+DVD, LP, ЦД | 1                    | 14                   | 4                    | 25                   | 8                    | 7                    | 30                   | 26                   | 11                   | 7                    | 5                    | 15                   | ВЕЛ: Золотой                 |
| 2012                                       | Valtari - Релиз: 29 мая 2012 - Лейбл: EMI, Parlophone, XL Recordings - Форматы: CD, LP, LP+CD, ЦД                    |                      | 14                   | 4                    | 17                   | 21                   | 21                   | 29                   | 23                   | 7                    | 12                   | 8                    | 7                    |                              |
| 2013                                       | Kveikur - Релиз: 17/18 июня 2013 - Лейбл: XL Recordings - Форматы: CD, LP, ЦД                                        |                      |                      |                      |                      |                      |                      |                      |                      |                      |                      |                      |                      |                              |
| «—» ставится, если альбом не попал в чарт. | |                      |                      |                      |                      |                      |                      |                      |                      |                      |                      |                      |                      |                              |

## Сборники
| Год                                        | Описание                                                                                           | Максимальная позиция в чартах | Максимальная позиция в чартах | Максимальная позиция в чартах | Максимальная позиция в чартах | Максимальная позиция в чартах | Максимальная позиция в чартах | Максимальная позиция в чартах | Максимальная позиция в чартах | Максимальная позиция в чартах | Максимальная позиция в чартах | Максимальная позиция в чартах | Сертификации    |
| Год                                        | Описание                                                                                           | ИСЛ                           | АВС                           | FL                            | WA                            | ФРА                           | ГЕР                           | ИТА                           | НОР                           | ШВЕ                           | ШВА                           | ВЕЛ                           | Сертификации    |
| ------------------------------------------ | -------------------------------------------------------------------------------------------------- | ----------------------------- | ----------------------------- | ----------------------------- | ----------------------------- | ----------------------------- | ----------------------------- | ----------------------------- | ----------------------------- | ----------------------------- | ----------------------------- | ----------------------------- | --------------- |
| 2007                                       | Hvarf/Heim - Релиз: 6 ноября 2007 - Лейбл: EMI, XL Recordings - Форматы: CD, LP, ЦД                | 2                             | 49                            | 13                            | 3                             | 50                            | 35                            | 16                            | 21                            | 45                            | 44                            | 23                            | ВЕЛ: Серебряный |
| 2007                                       | In A Frozen Sea: A Year With Sigur Rós - Релиз: май 2007 - Лейбл: Artist in Residence - Формат: LP | —                             | —                             | —                             | —                             | —                             | —                             | —                             | —                             | —                             | —                             | —                             |                 |
| «—» ставится, если альбом не попал в чарт. | |                               |                               |                               |                               |                               |                               |                               |                               |                               |                               |                               |                 |

## Концертные альбомы
| 2011 | Inni - Релиз: 7 ноября 2011 - Лейбл: XL Recordings, Krúnk - Форматы: CD, LP, DVD, Blu-Ray, ЦД, CD+Blu-Ray, CD+DVD, LP+DVD, CD+LP+DVD, CD+LP+DVD+Blu-Ray | 73 | 32 | 24 | 50 | 32 | 76 | 49 | 45 |

## Альбомы ремиксов
| Год  | Описание                                                                |
| ---- | ----------------------------------------------------------------------- |
| 1998 | Von brigði - Релиз: июль 1998 - Лейбл: Smekkleysa Records - Форматы: CD |
| 2009 | Gobbledigook Remixe - Релиз: 2009 - Лейбл: Kompakt Pop - Форматы: LP    |

## Саундтреки
| Год  | Описание | Фильм                                                 |
| ---- | --- | ----------------------------------------------------- |
| 2001 | Angels of the Universe (совместно с Hilmar Örn Hilmarsson) - Релиз: 2001 - Лейбл: FatCat Records - Формат: CD, LP | «Ангелы Вселенной» Режиссёр: Фридрик Тоур Фридрихссон |
| 2003 | Hlemmur - Релиз: Март 2003 - Лейбл: Krúnk - Формат: CD, CD+DVD                                                    | «Хлеммур» Режиссёр: Оулафур Свайнссон                 |

### Отдельные песни в саундтреках
| Год  | Фильм                 | Альбом                                               | Песня                                       |
| ---- | --------------------- | ---------------------------------------------------- | ------------------------------------------- |
| 2001 | «Ванильное небо»      | Music From Vanilla Sky                               | «Svefn-G-Englar»                            |
| 2005 | Screaming Masterpiece | Original Music From The Film "Screaming Masterpiece" | «Á Ferð Til Breiðafjarðar» «#8 (Popplagið)» |
| 2006 | «Катание по Марсу»    | Roving Mars (Original Motion Picture Soundtrack)     | «Glósóli»                                   |
| 2007 | The 11th Hour         | The 11th Hour (Original Motion Picture Soundtrack)   | «Sigur 3» «Svefn G Englar»                  |
| 2008 | «Молокососы»          | Skins 2 The Soundtrack                               | «Takk…»                                     |
| 2010 | «127 часов»           | 127 Hours: Music from the Motion Picture             | «Festival»                                  |
| 2011 | «Мы купили зоопарк»   | We Bought A Zoo                                      | «Hoppípolla»                                |

## Мини-альбомы
| Год  | Описание                                                                               | Максимальная позиция | Максимальная позиция |
| Год  | Описание                                                                               | ФРА                  | ИТА                  |
| ---- | -------------------------------------------------------------------------------------- | -------------------- | -------------------- |
| 2001 | Rímur (совместно с Steindór Andersen) - Релиз: апрель 2001 - Лейбл: Krúnk - Формат: CD | —                    | —                    |
| 2004 | Ba Ba Ti Ki Di Do - Релиз: 24 марта 2004 - Лейбл: Geffen, EMI - Форматы: CD, LP, ЦД    | 77                   | 7                    |
| 2006 | Sæglópur - Релиз: 10 июля 2006 - Лейбл: EMI - Форматы: LP, CD, CD+DVD                  | —                    | —                    |

## Видеоальбомы
| Год  | Описание                                                                  | Сертификация              |
| ---- | ------------------------------------------------------------------------- | ------------------------- |
| 2007 | Heima - Релиз: 27 сентября 2007 - Лейбл: EMI, XL Recordings - Формат: DVD | КАН: Золотой ВЕЛ: Золотой |

## Синглы
| Год                                        | Сингл                          | Высшее место | Высшее место | Высшее место | Высшее место | Высшее место | Высшее место | Альбом                               |
| Год                                        | Сингл                          | ИСЛ          | FL           | КАН          | ДАН          | ГЕР          | ВЕЛ          | Альбом                               |
| ------------------------------------------ | ------------------------------ | ------------ | ------------ | ------------ | ------------ | ------------ | ------------ | ------------------------------------ |
| 1999                                       | «Svefn-g-englar»               | —            | —            | —            | —            | —            | —            | Ágætis byrjun                        |
| 2000                                       | «Ný batterí»                   | —            | —            | —            | —            | —            | —            | Ágætis byrjun                        |
| 2003                                       | «Untitled 1 (a.k.a. «Vaka»)»   | —            | —            | 4            | 20           | 98           | 72           | ()                                   |
| 2005                                       | «Glósóli»                      | 1            | —            | —            | —            | —            | —            | Takk…                                |
| 2005                                       | «Hoppípolla»                   | —            | —            | —            | —            | —            | 24           | Takk…                                |
| 2006                                       | «Sæglópur»                     | —            | —            | —            | —            | —            | —            | Takk…                                |
| 2007                                       | «Hljómalind»                   | —            | —            | —            | —            | —            | 91           | Hvarf/Heim                           |
| 2008                                       | «Gobbledigook»                 | 9            | 69           | —            | —            | —            | —            | Með suð í eyrum við spilum endalaust |
| 2008                                       | «Inní mér syngur vitleysingur» | 8            | 66           | —            | —            | —            | —            | Með suð í eyrum við spilum endalaust |
| 2009                                       | «Við spilum endalaust»         | —            | 54           | —            | —            | —            | —            | Með suð í eyrum við spilum endalaust |
| 2012                                       | «Ekki Múkk»                    | —            | —            | —            | —            | —            | —            | Valtari                              |
| 2012                                       | «Varúð»                        | —            | 132          | —            | —            | —            | —            | Valtari                              |
| «—» ставится, если альбом не попал в чарт. |                                |              |              |              |              |              |              |                                      |

### Совместные синглы
| Год  | Песня | Альбом            | Исполнитель |
| ---- | ----- | ----------------- | ----------- |
| 1998 | «Dót» | Strokið og slegið | Didda       |

## Промоиздания
| Год  | Название                                                            | Комментарий |
| ---- | ------------------------------------------------------------------- | --- |
| 2000 | Ágætis Byrjun                                                       | Промодиск, выпущенный в поддержку альбома Ágætis byrjun. Его содержание практически полностью повторяет содержание альбома.                                                              |
| 2000 | Svefn-g-englar                                                      | Однопесенное промо, выпущенное в Бельгии. |
| 2001 | Svefn-g-englar                                                      | Сингл, выпущенный в Великобритании, содержит 4 песни. |
| 2001 | Angels Of The Universe                                              | Промодиск, выпущенный в поддержку альбома Angels Of The Universe. |
| 2002 | ()                                                                  | 4 песни из альбома ( ), выпущенные в целях рекламы в различных вариантах. |
| 2003 | Untitled #1 (Vaka)                                                  | Промосингл, выпущенный в Великобритании, содержит песню «Untitled #1» и три ремикса для неё.                                                                                             |
| 2003 | Ba Ba Ti Ki Di Do                                                   | Мини-альбом, выпущенный в Великобритании специально для постановки Мерса Каннингема Split Sides.                                                                                         |
| 2005 | Hoppípolla                                                          | Промосингл, выпущенный в Великобритании для продвижения альбома Takk…. |
| 2005 | Glósóli                                                             | Промосингл, выпущенный в двух вариантах: в Великобритании вышел однопесенный CD-сингл, а в США — DVD, содержащий с клипом на песню.                                                      |
| 2005 | Takk…                                                               | Промодиск, выпущенный в поддержку альбома Takk…. |
| 2006 | Sæglópur                                                            | Промо, впущенное в двух вариантах: диск, распространявшийся в рекламных целях в США, содержал только одну песню, тогда как диск, вышедший в Великобритании и Ирландии, содержал 4 песни. |
| 2006 | 'Hoppípolla' As Featured On BBC1's Incredible Series "Planet Earth" | Однопесенное промо. |
| 2007 | Hvarf — Heim                                                        | Промо, выпущенное в поддержку альбома Hvarf/Heim. |
| 2007 | Hljómalind                                                          | Промо, состоящее из трёх песен. Выпускалось в нескольких вариантах. |
| 2008 | Við Spilum Endalaust                                                | Промосингл, выпущенный в поддержку альбома Með suð í eyrum við spilum endalaust. |
| 2008 | Inní Mér Syngur Vitleysingur                                        | Однопесенное промо. |
| 2008 | Gobbledigook                                                        | Однопесенное промо. |
| 2008 | Með Suð Í Eyrum Við Spilum Endalaust                                | Промодиск, выпущенный в поддержку альбома. Выпускался в нескольких вариантах. |
| 2009 | We Play Endlessly                                                   | Альбом-сборник, выпущенный исключительно в рекламных целях, распространялся в качестве бесплатного приложения к газете The Independent.                                                  |
| 2011 | Inni                                                                | Промодиск, выпущенный в поддержку альбома. |

## Видеоклипы
| Год  | Название                       | Режиссёр(ы)              |
| ---- | ------------------------------ | ------------------------ |
| 1999 | «Svefn-g-englar»               | August Jakobsson         |
| 2000 | «Viðrar vel til loftárása»     | Stefan Arni Siggi Kinski |
| 2003 | «untitled #1»                  | Floria Sigismondi        |
| 2005 | «Glósóli»                      | Stefan Arni Siggi Kinski |
| 2005 | «Hoppípolla»                   | Stefan Arni Siggi Kinski |
| 2006 | «Sæglópur»                     | Sigur Rós, The Mill      |
| 2008 | «Gobbledigook»                 | Stefan Arni Siggi Kinski |
| 2008 | «Inní mér syngur vitleysingur» | Sigur Rós                |
| 2008 | «Við spilum endalaust»         | Sigur Rós                |